# Graziano il Vecchio
Graziano (latino: Gratianus; ... – tra il 364 e il 367) è stato un generale romano di età imperiale.
È detto Graziano il Vecchio per distinguerlo da suo nipote, l'imperatore romano Graziano.

## Origini
Graziano proveniva da un'oscura famiglia cristiana originaria della città di Cibalae o Cibalis, nel sud della Pannonia (l'attuale Vinkovci, Croazia). Qui Graziano sembra aver sposato una donna del posto, da cui ebbe due figli: Valentiniano (321-375) e Valente (328-378).
La Pannonia forniva all'esercito romano molti soldati ed ufficiali, e Graziano intraprese la carriera militare, la quale permetteva anche a chi non proveniva da una famiglia importante di salire la scala sociale, se dotato di capacità. Da giovane si era guadagnato il soprannome di Funarius quando aveva impedito a cinque soldati di strappargli una fune dalle mani; anche successivamente Graziano curò questa sua immagine di uomo estremamente forte, sfidando chiunque a strappargli delle mele dalle mani, come faceva il lottatore Milone di Crotone. La sua forza e la sua capacità nella lotta lo aiutarono ad essere scelto per i protectores domestici, comandante della guardia del corpo imperiale, all'inizio degli anni 320.
Poco dopo l'ingresso nei protectores, fu promosso al rango di comes Africae; la nomina deve essere avvenuta tra la nascita di Valentiniano e quella di Valente, dato che il primogenito seguì Graziano in Africa. Graziano fu accusato di peculato, e rimosso dall'incarico; tornò allora in Pannonia, dove acquistò una proprietà. Ad ogni modo, al momento dell'ascesa al trono di Costante I (337), Graziano fu riabilitato. La sua carriera militare terminò prima del 351 d.C. quando lo si ritrova all'interno delle sue proprietà cibalensi accusato di aver trattenuto presunti rapporti con l'usurpatore Magnenzio. Le sfortune di Graziano influenzeranno la successiva carriera militare del figlio Valentiniano I.
Fu probabilmente nel 343, in occasione della visita di Costante in Britannia, che Graziano fu nominato comes Britanniarum, con l'incarico di ricostruire le fortificazioni e controllare la frontiera.
È noto che nel 351 Graziano aveva già terminato il proprio incarico ed era tornato in Pannonia: in quell'anno, infatti, la regione fu coinvolta nella guerra civile tra Costanzo II (fratello di Costante) e Magnenzio (che aveva ucciso Costante l'anno prima), e la sua proprietà fu devastata.
Morì prima del 367, anno in cui il vicario d'Africa gli dedicò una statua alla memoria e dopo il 364, anno in cui Valentiniano e Valente salirono al trono. A Costantinopoli fu eretta una statua in suo onore.